# Olha Kobyljanska

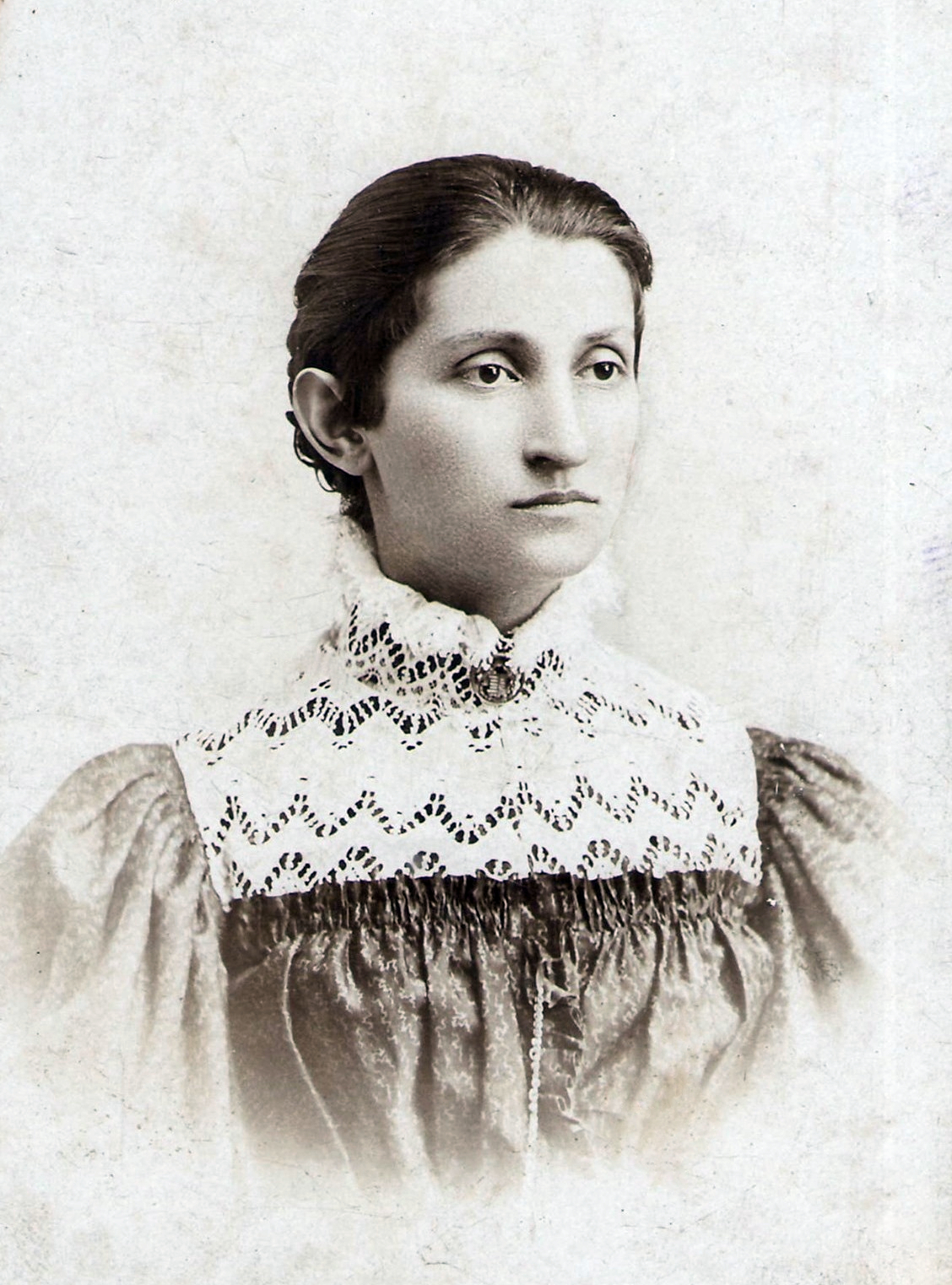
Olha Kobyljanska (1899)

Olha Julianiwna Kobyljanska (ukrainisch Ольга Юліанівна Кобилянська; * 27. November 1863 in Gura-Humora, Bukowina, Kaisertum Österreich; † 21. März 1942 in Czernowitz, Bukowina, Großrumänien) war eine ukrainische Schriftstellerin, Dichterin und Feministin.

## Leben
Olha stammte väterlicherseits aus einer ukrainischen, mütterlicherseits aus einer polnisch-deutschen Familie (Werner). Der Vater war ein kleiner k. k. Beamter, der für sieben Kinder sorgen musste. Deshalb zog die Familie oft um, wohnte in den südbukowinischen Städten Suczawa und Kimpolung, später im nordbukowinischen Dorf Dymka, und kam 1891 nach Czernowitz.
Nach der vierjährigen Volksschule in ihrem Heimatdorf bildete sich Olha als Autodidaktin weiter. Eine große Rolle in ihrer geistigen Entwicklung spielte die deutsche Literatur, vor allem  Goethe, Heine, Keller, Spielhagen, Hauptmann und Marlitt. Wichtig waren ihr auch skandinavische Autoren wie Jacobsen, Ibsen und Strindberg und russische Dichter wie Tolstoi und Turgenew.
Einen spürbaren Einfluss auf Olhas Werk hatte die Philosophie von Friedrich Nietzsche. Unter anderem waren das die Dychotomie oben – unten, das Motiv der Einsamkeit, die Idee vom Übermenschen und das Konzept der ewigen Wiederkehr.
Ihren ersten schriftstellerischen Versuchen in polnischer Sprache war kein Erfolg beschieden. Ende der 1880er Jahre begann sie in deutscher Sprache zu schreiben. Ihre frühen Erzählungen und Skizzen wurden in der Gartenlaube, in Westermanns Monatsheften und in der Wiener Zeitschrift Ruthenische Revue veröffentlicht. Bei Bruns in Minden erschien 1901 der deutsche Erzählband Kleinrussische Novellen.

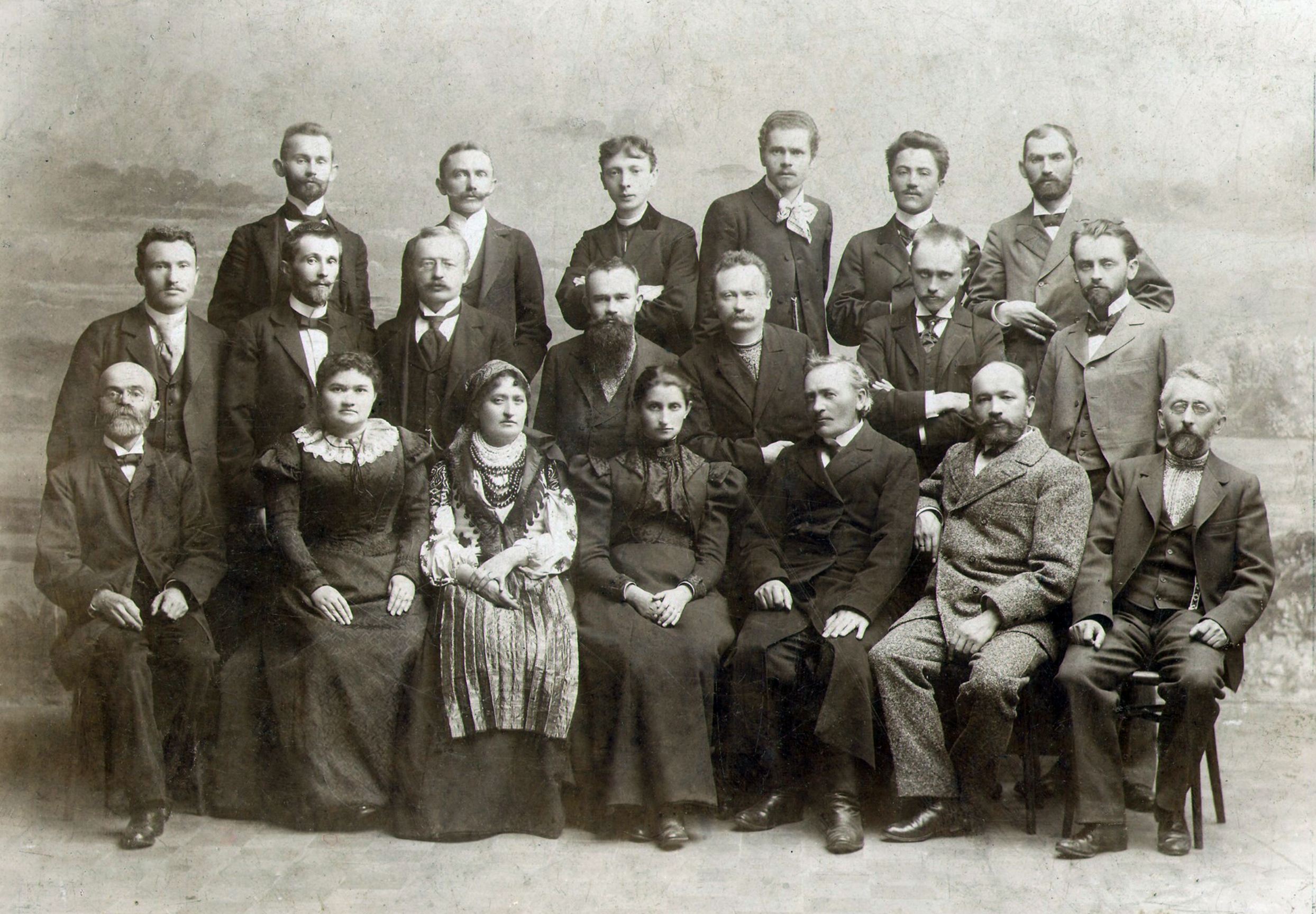
Der Vorstand und die Mitglieder der Wissenschaftlichen Gesellschaft Schewtschenko anlässlich des 100. Jahrestages der Veröffentlichung der Enejida von Iwan Kotljarewskyj, Lwiw, 31. Oktober 1898: In der ersten Reihe sitzend: Mychajlo Pawlyk, Jewhenija Jaroschynska, Natalija Kobrynska, Olha Kobyljanska, Sylvester Lepkyi, Andrij Tschajkowskyj, Kost Pankiwskyj. In der zweiten Reihe stehend: Iwan Kopatsch, Wolodymyr Hnatjuk, Ossyp Makowej, Mychajlo Hruschewskyj, Iwan Franko, Oleksandr Kolessa, Bohdan Lepkyj. In der dritten Reihe stehend: Iwan Petruschewytsch, Filaret Kolessa, Jossyp Kyschakewytsch, Iwan Trusch, Denys Lukianowytsch, Mykola Iwasjuk.

Das nationale Erwachen der Ukraine und ihre Schriftsteller Lessja Ukrajinka, Jurij Fedkowytsch, Iwan Franko und Taras Schewtschenko bestärkten sie in ihrem Wunsch, eine ukrainische Schriftstellerin zu werden. Mit Lessja Ukrajinka, Wassyl Stefanyk und Ossyp Makowej war sie befreundet. So schrieb sie ab Mitte der 1890er Jahre vor allem in ukrainischer Sprache.

## Werk
Als frühe Verfechterin der Frauenemanzipation beteiligte sich Olha in jener Zeit an der Organisation des Vereins der ruthenischen Frauen der Bukowina. Ihren Niederschlag findet diese Haltung in ihren literarischen Gestalten, z. B. in Valse mélancholique (ukrainische Меланхолійний вальс, 1894), Der Mensch (Людина), Impromptu fantasie (Фантазія-експромт), Die Prinzessin (Царівна) und Die Natur (Природа) (alle 1895), Die Aristokratin (Аристократка, 1898) und Niobe (Ніоба, 1905). Mit diesen Werken gilt sie in der ukrainischen Literatur als Vorkämpferin der neuromantischen Moderne.
Zu Olhas bedeutendsten Prosawerken gehören ihr Roman aus dem Bauernleben Die Scholle (1902), der das Kain und Abel-Motiv auf Dorfkonflikte in der Bukowina überträgt und neben Émile Zolas Die Erde eine der besten Darstellungen dieses Themas in der Weltliteratur ist. Die lyrisch-romantische Erzählung Sonntags früh Heilkraut gerodet (В неділю рано зілля копала) nach Motiven eines ukrainischen Volksliedes ist eine sozial gefärbte Liebestragödie.
Der Roman Der Pöbelapostel (Апостол черні, 1936) gibt einen tiefen Einblick in die ukrainische Intelligenzija auf dem Wege der nationalen Bewusstwerdung, der zur Sowjetzeit als nationalistisch galt und verboten war.
Zwischen 1927 und 1929 erschien im ukrainischen Charkiw Olhas Gesamtwerk in neun Bänden. 
Einige Prosawerke wurden dramatisiert und gehören zum Repertoire ukrainischer Theater. Die Scholle wurde 1954 verfilmt.

## Ehrungen
Seit 1944 besteht in Czernowitz das Olha-Kobyljanska-Museum mit einem Ableger in Dymka, Oblast Tscherniwzi. Das Stadttheater Czernowitz wurde nach ihr benannt. Davor steht ihr schönes Bronzedenkmal. Die ehemalige Herrengasse wurde nach ihr benannt.